# Escudo de Elota

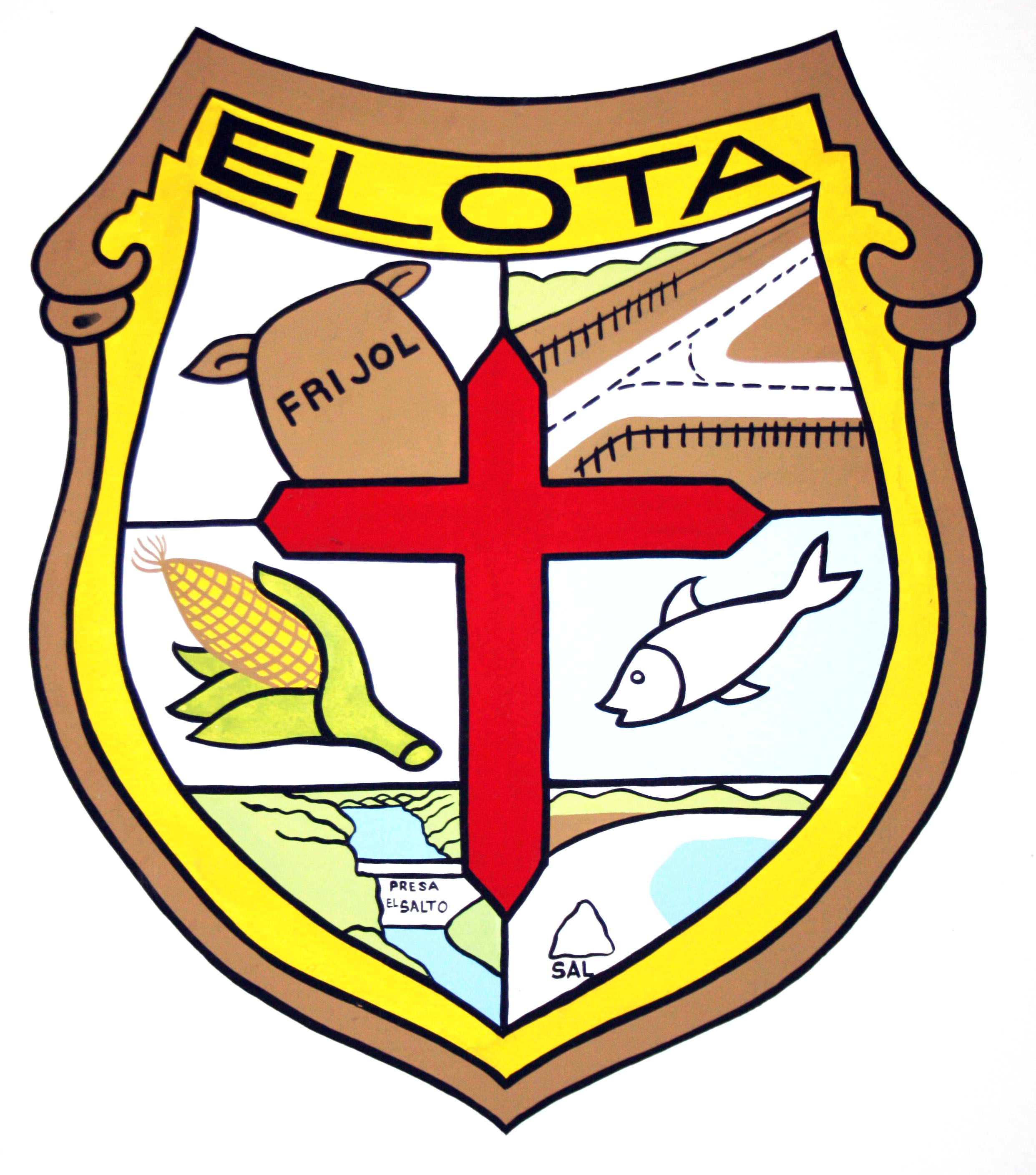
Escudo de Escudo Elota.

El escudo de Elota representa la riqueza en la agricultura, ganadería, pesca que este ofrece a Sinaloa y a  todo México. 

## Descripción
Se localiza enmarcado dentro de una figura ovoidal con la palabra "ELOTA" en su parte superior. Cuenta al centro una cruz, cuyo nombre lleva la cabecera municipal. En la parte superior izquierda se observa un pequeño costal con la palabra frijol, recurso de gran abundancia en la región. La parte superior derecha tiene un tramo de carretera, lo cual simboliza la carretera internacional en su entronque que conecta a la cabecera municipal (Carretera México No 15 o México-Nogales tramo Mazatlán-Culiacán). En la parte central izquierda se observa un elote, producto del cual se deriva el nombre del municipio además que el maíz es el principal cultivo en el municipio. En la parte central derecha hay un pez por la abundancia de la especie tanto en la bahía de Ceuta como en alta mar. En la parte inferior izquierda se simboliza la presa "Aurelio Benassini", sobre el río Elota, que irriga el municipio. Por último, en la parte inferior derecha hay un pequeño cerro, la vía de ferrocarril, líneas telegráficas, la bahía de Ceuta y más abajo un peñón de sal, indicando esto la gran producción que existe en los esteros de las salinas de Ceuta.